# Velký Klín
Velký Klín (1177 m) je vrchol v Pradědské hornatině, součásti Hrubého Jeseníku. Vrchol leží mimo hlavní hřeben severně od Pradědu, vybíhá jako klín (odtud název) do údolí Bělé.

## Vedlejší vrchol
Asi 650 m jihojihozápadně od vrcholu se nachází nevýrazný výstupek mezi hlavním vrcholem a hlavním hřebenem Pradědského hřbetu. Jde o vedlejší vrchol, pojmenovaný autory projektu Tisícovky Čech, Moravy a Slezska jako Velký Klín – JZ vrchol (1093 m, souřadnice 50°7′37″ s. š., 17°10′30″ v. d.).